# Lucie Aubrac
Pour les articles homonymes, voir Aubrac (homonymie).
Pour le film de Claude Berri, voir Lucie Aubrac (film).
Lucie Aubrac, pseudonyme de Lucie Samuel, née Lucie Bernard le 29 juin 1912 à Paris et morte le 14 mars 2007 à Issy-les-Moulineaux (Hauts-de-Seine), est une résistante française communiste à l'occupation allemande et au régime de Vichy pendant la Seconde Guerre mondiale. Elle agit notamment avec son mari, Raymond Samuel, connu sous le pseudonyme de Raymond Aubrac.

## Biographie (jeunesse et études)
Louis Bernard, le père de Lucie, était d'une famille de cultivateurs de la région de Cluny en Saône-et-Loire, alors que la mère de Lucie, Louise Vincent, était d'une famille de vignerons pauvres de La Chapelle-de-Guinchay, toujours en Saône-et-Loire. Au moment de la naissance de Lucie, le 29 juin 1912, dans le 14e arrondissement de Paris, ses parents sont établis à Châtenay-Malabry. Jardinier de formation, son père travaillait à la maison Vilmorin, mais les deux époux Bernard louent un bistrot dans Paris. La maladie de Louis oblige les Bernard à quitter leur bistrot et tous deux travaillent en banlieue dans une blanchisserie de Dugny en 1913, au moment de la naissance de Jeanne, l'unique sœur de Lucie. C'est pour que Louis exerce son métier de jardinier que la famille s'installe dans l'Eure, à Bernay. Mobilisé en 1914, Louis est blessé en 1915 et réintègre son foyer, partiellement invalide, en 1918. Les deux filles sont reconnues pupilles de la nation en 1924. En l'absence de son mari, Louise est placée comme laitière, chez une comtesse, dans l'Eure, puis, installée en ville, elle est couturière pour l'armée. Lucie et sa sœur sont envoyées en 1916 chez les grand-mères de Saône-et-Loire où toute la famille se retrouve au cours de l'été 1918.
En 1918, les parents de Lucie trouvent un emploi au château du Plessis à Blanzy, lui comme jardinier, elle comme laitière chez le comte et la comtesse de Barbentane. À partir de 1919, les parents Bernard louent une maison à Montchevrier près de Blanzy et la vie des deux filles devient plus calme. Lucie fait sa première communion et fréquente l'école primaire de Blanzy où elle passe son certificat d'études en 1925. Les parents Bernard poussent leurs filles à poursuivre leurs études, avec des bourses de pupilles de la nation, au cours complémentaire de filles de Montceau-les-Mines, et pour que les études de Lucie puissent se poursuivre dans les meilleures conditions, ils déménagent en 1928 à Vitry-sur-Seine. Lucie entre à l'École normale des Batignolles qui prépare au métier d’institutrice, alors que ses parents travaillent aux tréfileries de Vitry, elle comme ouvrière et lui comme jardinier. Lucie échoue en 1929 et en 1930 mais réussit en 1931 le concours d'entrée à l'École normale d'institutrices. Elle choisit pourtant de ne pas y entrer « L'idée d'être interne, empêchée de circuler, m'était insupportable ! » a-t-elle écrit, explication qui ne paraît pas absurde à son biographe Laurent Douzou. Cette décision est mal prise par ses parents, ce qui l'amène à prendre une chambre au quartier latin et à essayer de vivre par ses propres moyens.
À partir de son renoncement à l'École normale, Lucie devient complètement indépendante et acquiert une liberté qu'elle revendiquera plus tard comme une composante essentielle de son itinéraire, Elle effectue probablement des remplacements d'institutrice, fait la plonge dans un restaurant proche du lycée Chaptal où elle aurait rencontré des professeurs qui l'auraient poussée à faire des études supérieures d'histoire. Pour faire des études à la Sorbonne, elle doit d'abord passer le baccalauréat qu'elle prépare en autodidacte et dont elle obtient la première partie en juillet 1932 et la deuxième partie (B-philosophie) en 1933. Elle a alors 21 ans, mais elle avait commencé à préparer des certificats d'histoire et géographie en même temps que la deuxième partie du bac. Sa préparation à l'École normale d'institutrice ne l'a pas préparée à faire des études supérieures. En particulier, elle n'avait jamais fait de latin, pourtant indispensable pour décrocher le certificat d'histoire ancienne auquel elle échoue à trois reprises, mais elle finit néanmoins par obtenir tous les certificats nécessaires pour avoir le titre de licenciée ès lettres qui lui permet de préparer l'agrégation féminine d'histoire qu'elle réussit du premier coup en septembre 1938. Elle avait abandonné toute activité militante pour préparer le concours.
Parallèlement à ses études et aux divers emplois qui lui permettent de gagner sa vie, Lucie fréquente le Cercle international de jeunesse, fondé par la section française des quakers. Cette association à coloration pacifiste et qui cultive la tolérance fait venir des conférenciers souvent de grande notoriété pour des causeries-débats hebdomadaires, mais elle organise également des réunions amicales et des excursions dominicales. C'est avec le cercle international que Lucie se rend à Berlin en 1932 et qu'à son retour elle écrit un article dans L'Écho des Amis et c'est également par le cercle qu'elle se rend en Angleterre. Ayant assisté à une conférence de Jean Zay, elle participe à sa campagne électorale dans le Loiret en 1936. Il semble qu'en 1937, elle ait cessé de fréquenter assidûment le cercle.

### Engagement politique
Parallèlement à ses activités au Cercle, Lucie milite ardemment aux Jeunesses communistes (JC). Son adhésion date du début de 1932. Dans l'autobiographie qu'elle rédigera en 1945 à l'usage de l'appareil du Parti communiste, elle écrit :
« J'ai adhéré aux Jeunesses en 1932. Mes contacts avec les quakers m'avaient donné de premières idées pacifistes. Les difficultés matérielles que j'ai connues m'ont fait adapter mon pacifisme à des idées plus combatives et j'ai adhéré aux JC sans savoir rien de plus sur le PC que son côté alors antimilitariste. »
Physiquement courageuse, douée d'une repartie facile, Lucie devient populaire auprès des JC du rayon du 13e arrondissement auquel est rattachée sa cellule du 5e arrondissement et elle devient membre du bureau de Paris-Ville. André Marty qui la fréquente dans le 13e arrondissement écrit en 1952 « que le seul moment où il y avait eu une Jeunesse communiste digne de ce nom dans le 13e arrondissement était celui où Lucie Bernard en avait tenu les rênes en sa qualité de secrétaire ». Elle raconte a posteriori : « J'étais grande et costaude et j'avais mis au point une technique, j'avais une ceinture de cuir énorme qui se terminait par un ceinturon de métal, je la tenais par la boucle, avec j'avais une fronde, ce qui faisait que tout le monde s'écartait de moi ». À la Sorbonne, elle s'inscrit à l'Union fédérale des étudiants, toujours dans la mouvance communiste et elle y noue des amitiés durables avec Victor Leduc, Joseph Epstein, Jean-Pierre Vernant et son frère. En 1935, elle aurait refusé la proposition faite par Raymond Guyot de suivre l'École des cadres de Moscou. Dans le cadre de l'UFE, elle collabore à la revue l'Avant-garde et elle a des contacts assez étroits avec Ricard, un groupe secret qui réunit les étudiants de grandes écoles, non encartés, appelés à occuper peut-être de hautes fonctions. Lucie et le groupe Ricard sont rattachés à une cellule de Panhard & Levassor.
En 1938, Lucie se concentre sur la préparation de l'agrégation sur les conseils d'André Marty.
Avec son statut de professeure agrégée, Lucie met un terme à la vie de privations qui aura été son lot de 1930 à 1938. Nommée professeure à Strasbourg, elle rencontre Raymond Samuel, un jeune ingénieur des ponts et chaussées qui faisait son service militaire comme officier du génie. Raymond avait fait partie du groupe Ricard, mais il semble que Lucie, contrairement à Raymond, n'ait pas gardé le souvenir d'une rencontre antérieure à celle de Strasbourg. Bénéficiaire d'une bourse David-Weil pour aller travailler un an aux États-Unis en vue de préparer une thèse de géographie sur la colonisation des Montagnes Rocheuses du sud, la déclaration de guerre diffère son départ, car elle ne veut pas quitter Raymond qu'elle épousera le 14 décembre 1939 à Dijon. Elle enseigne quelques mois à Vannes, où elle a, entre autres, pour élève Simone Signoret, coincée en Bretagne par la guerre.

### La Résistance
En août 1940, elle organise l'évasion de son mari, prisonnier de guerre à Sarrebourg. Le couple se réfugie à Lyon où Raymond a trouvé un emploi d'ingénieur dans un cabinet de brevets d'invention mais Lucie garde le bénéfice de sa bourse et n'enseigne pas l'année scolaire 1940-1941. Elle obtiendra un poste au lycée Edgar-Quinet de Lyon en octobre 1941, sous son nouveau nom d'épouse, Lucie Samuel. En automne 1940, de passage à Clermont-Ferrand ou peut-être tout simplement à Lyon elle retrouve Jean Cavaillès, professeur de philosophie et qui a été son collègue à Strasbourg. Celui-ci lui présente Emmanuel d'Astier de La Vigerie, journaliste, qui a créé deux mois plus tôt une organisation antinazie et antivichyste dénommée « La dernière Colonne ,. Cette rencontre est décisive. Raymond et elle consacrent alors tout leur temps libre aux activités de cette organisation : diffusion de tracts, recrutement, sabotages… Alors qu'elle est déjà engagée avec le groupe de Cavaillès et d'Astier, Lucie retrouve un ancien camarade communiste, André Ternet, qu'elle aurait aidé à mettre sur pied des moyens d'édition et d'émission clandestine. Elle a également un contact avec Georges Marrane qui représente le Parti communiste français en zone Sud.
À partir du mois de mai 1941, après la naissance de Jean-Pierre, leur fils aîné, Raymond et Lucie aident Emmanuel d'Astier à faire un journal dont la parution du premier numéro, deux mois plus tard, marque la naissance du mouvement Libération-Sud,. Sous divers pseudonymes, on retiendra Catherine pour Lucie et Aubrac pour Raymond, Lucie et Raymond contribuent à faire de Libération le mouvement de Résistance le plus important en zone Sud après le mouvement Combat fondé par Henri Frenay. Enseignante bien notée et assidue au cours de l'année scolaire 1941-1942, Lucie Samuel connaît de multiples retards du fait de ses activités clandestines au premier trimestre de l'année scolaire 1942-1943. Elle est en congé maladie sans discontinuer du 9 janvier au 4 mai, puis du 22 mai au 21 juin. De passage à Lyon en janvier 1942, Jacques Brunschwig, adjoint d'Emmanuel d'Astier, donne une idée des activités de Lucie Samuel à cette époque :« […] Le mari formait l'élément pondérateur. Lucie Aubrac est une intellectuelle, peu pondérée, n'ayant pas d'esprit d'organisation, confuse et bouillonnante, douée d'un dynamisme excessif. Elle est d'un courage étonnant et donna un travail considérable. Bien qu'ayant un jeune bébé, elle travaillait la nuit, allait coller des tracts et papillons en ville, etc. »
Lucie et Raymond Aubrac font partie du noyau de Libération-Sud. Elle assiste aux réunions de la direction qui se passent souvent à son domicile. Lucie est chargée des liaisons avec Libération-Nord et à ce titre, se rend souvent à Paris.
À partir de novembre 1942, les Allemands occupent la zone Sud et donc Lyon. Les résistants sont alors pourchassés par la Gestapo mais aussi par la milice créée en janvier 1943. Un premier coup dur frappe Libération-Sud le 15 mars 1943 avec l'arrestation par la police lyonnaise d'un agent de liaison inexpérimenté qui entraîne celle de neuf autres personnes dont Raymond Aubrac. Ce dernier avait été chargé par d'Astier à l'été 1942 de diriger la branche paramilitaire du mouvement, c'est-à-dire de former des « groupes francs », sortes de commandos qui constituent le bras armé du mouvement. « Catherine », alias Lucie Samuel, n'a de cesse de monter des coups pour libérer ses camarades avec l'aide des groupes francs nouvellement formés. Son zèle est parfois jugé intempestif : Jacques d'Andurain, membre de ces groupes francs, se montrera critique en 1946 vis-à-vis de « l'attitude de Lucie Aubrac qui, après l'arrestation de son mari, voulait que toutes les forces de Libération, toutes affaires cessantes, fussent mises au service de l'évasion ». Faute de pouvoir faire agir les corps francs, Lucie se rend directement chez le procureur qui a l'affaire en charge, se présente comme une envoyée des services gaullistes et le menace de mort si François Vallet — c'est le nom d'emprunt sous lequel Raymond a été arrêté — n'était pas libéré. De fait, Raymond est mis en liberté provisoire entre le 10 et le 12 mai. Le 24 mai Lucie organise, avec la participation de son mari, l'évasion de l'hôpital de l'Antiquaille des comparses de Raymond qui, eux, n'avaient pas été mis en liberté provisoire : Serge Ravanel, Maurice Kriegel-Valrimont et François Morin-Forestier,. Ils leur avaient d'abord procuré des médicaments pour les rendre malades afin qu'ils soient transférés à l'hôpital de l'Antiquaille où il était plus facile d'organiser l'évasion.
Après ce coup, Lucie et Raymond prennent quelques jours de vacances dans une pension sur la Côte d'Azur, à Carqueiranne, avec leur fils âgé de deux ans.
Le 21 juin, Raymond est à nouveau arrêté, cette fois-ci par la Gestapo, à Caluire, avec Jean Moulin notamment. En outre, sont arrêtés : le docteur Frédéric Dugoujon, leur hôte de la villa Castellane, Henri Aubry, du mouvement Combat, Bruno Larat, André Lassagne, de Libération-Sud, le colonel Albert Lacaze, du 4e bureau de l'Armée secrète et le colonel Émile Schwarzfeld, responsable du mouvement lyonnais France d'abord. René Hardy parvient à s'enfuir dans des conditions controversées qui le rendent suspect de trahison. C'est évidemment un coup très dur pour Lucie. Une de ses amies la dépeint au bord du désespoir le 24 juin, mais sur la voie du rétablissement six jours plus tard. Elle envoie Jean-Pierre à la campagne avec leur domestique et prépare à nouveau l'évasion de son mari, ce qui ne l'empêche pas de participer à d'autres opérations : en septembre 1943, elle se fait passer pour un médecin pendant quelques jours, le temps de prendre contact, à l'hôpital de Saint-Étienne, avec quatre résistants arrêtés dans cette ville, blessés, dont Robert Kahn — chef des Mouvements unis de la Résistance (MUR) de la Loire, et frère de Pierre Kahn-Farelle, « Pierre-des-Faux-papiers » — et d'organiser le 6 septembre une exfiltration des quatre résistants avec un commando de faux gestapistes censé les conduire à un interrogatoire,.
Raymond Aubrac est emprisonné à la prison Montluc de Lyon. Dès la fin du mois de juin et en septembre 1943, elle va voir en personne le chef de la Gestapo à Lyon, Klaus Barbie, et le prie de la laisser voir son prétendu fiancé dont elle était enceinte — ce qui était vrai — et d'autoriser leur mariage en prison. Elle se présente sous le nom de Guillaine de Barbentane, et trompe Barbie en lui disant qu'une personne de sa condition ne pouvait être mère sans être mariée. Lors de cette visite, elle fait parvenir à Raymond les plans de l'évasion. C'est pendant un transfert, le 21 octobre 1943, que Lucie et ses compagnons attaquent, avenue Berthelot, à 300 mètres avant le boulevard des Hirondelles, le camion allemand dans lequel se trouvent quatorze résistants dont son mari. Six Allemands, le chauffeur du camion cellulaire et les cinq gardes (qui croyant à une soudaine panne ne s'étaient pas méfiés) sont tués pendant l'attaque et les résistants parviennent à s'évader,.

### Londres et la Libération (1944-1945)
Après cette évasion, Lucie Aubrac enceinte, Raymond et leur fils Jean-Pierre entrent dans la clandestinité, de refuge en refuge. Ils parviennent à rejoindre Londres le 8 février 1944. Lucie Aubrac, c'est désormais le nom sous lequel on l'appelle, y a été précédée de sa légende, tissée avec enthousiasme par Emmanuel d'Astier. Lucie accouche le 12 février d'une fille, Catherine, qui a pour parrain le général de Gaulle. Lucie est désignée pour siéger à l'Assemblée consultative provisoire d'Alger mais son accouchement rend inopportun son transfert à Alger et c'est Raymond qui siège à sa place pour représenter Libération-Sud. Le 24 mars, Maurice Schumann consacre l'essentiel de son émission radiophonique Honneur et Patrie à destination de la France, aux exploits de la première Française que la « France combattante du dedans » a envoyée à l'Assemblée consultative. Lucie intègre d'ailleurs le comité exécutif de propagande qui définit les orientations de la propagande en direction de la France et prend directement la parole le 5 avril 1944 au micro de la BBC pour commenter l'entrée de ministres communistes dans le CFLN. À la radio ou lors de conférences, elle s'exprime avec aisance et sait trouver les mots justes. C'est pourquoi on lui donne souvent la parole : elle intervient à nouveau le 20 avril pour exalter le combat des femmes, le 28 avril pour donner des consignes pour le 1er mai et le 7 juin, juste après le débarquement, pour s'adresser aux femmes.
Le 27 juillet 1944, elle se fait confier par d'Astier un ordre de mission pour accomplir une mission de liaison en France libérée auprès des Comités de Libération et des mouvements de Résistance. Laissant ses enfants à Londres, elle s'installe ensuite à Paris pour siéger à l'Assemblée consultative, ne rejoignant que rarement son mari qui a été nommé commissaire régional de la République à Marseille. Lors de la visite du général de Gaulle à Marseille, le 15 septembre, elle modifie le plan de table établi par le protocole et place les responsables locaux FFI et chefs de la Résistance aux places d'honneur. De Gaulle ne desserre les dents que pour faire honneur au repas. Elle fait également ouvrir des maisons d'enfants en Provence pour accueillir les orphelins de résistants, dont une ouvre le 19 novembre 1944 dans la propriété du maréchal Pétain, à Villeneuve-Loubet et quatre autres le 1er janvier 1945. Elle va chercher ses propres enfants à Londres au début du mois d'octobre. Révoqué de ses fonctions de commissaire de la République, Raymond Aubrac rejoint Paris en janvier 1945 et s'installe avec sa famille dans un appartement réquisitionné de la rue Marbeuf. À l'Assemblée consultative, Lucie siège dans les commissions de l'Éducation nationale, de la Justice, de l'Épuration, et enfin, du Travail et des Affaires sociales. Elle est aussi active dans les instances dirigeantes du MLN qui a succédé aux MUR. Elle est la directrice de Femmes, l'hebdomadaire pour femmes du mouvement. Sympathisante communiste, Lucie Aubrac est favorable à l'unification du MLN avec le Front national et c'est peut-être la raison pour laquelle, minoritaire, elle quitte la direction du journal en juillet 1945, mais lorsqu'en tant que présidente des femmes du MLN, elle veut prendre contact avec l'organisation communiste Union des femmes françaises, elle est reçue de façon exécrable par Claudine Chomat qui lui aurait déclaré : « Nous n'avons rien à dire aux agents du BCRA ».
Libérée de ses obligations vis-à-vis du MLN, Lucie Aubrac publie en octobre 1945 un petit livre de 114 pages, La Résistance (naissance et organisation) où elle présente une vision assez éclectique de la Résistance, minimisant ses responsabilités dans Libération-Sud, mais exploitant son expérience personnelle par des anecdotes qui éclairent la compréhension. Son titre de cofondatrice d'un mouvement de Résistance lui donnant droit à un crédit de papier, elle fonde avec l'appui de quelques amis, dont Marcel Bleustein-Blanchet qu'elle a connu à Londres, un hebdomadaire, Privilèges des femmes dont le titre évoque les nouveaux droits acquis par les femmes, notamment le droit de vote. Le premier numéro sort en octobre 1945 et le septième et dernier numéro, en décembre de la même année. Le journal n'a pas réussi à se faire une place entre les deux journaux concurrents, celui du MLN et celui de l'UFF. Le couple Aubrac devra s'acquitter des dettes contractées pour ce projet pendant plusieurs années.

### Relations avec le Parti communiste (1945-1948)

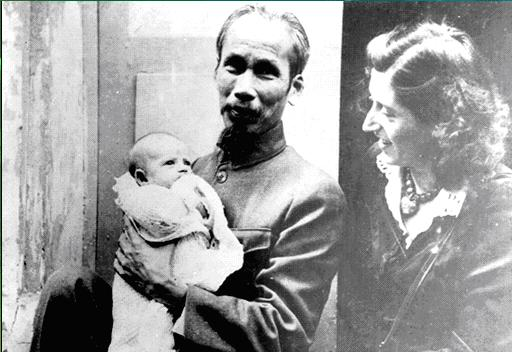
Lucie Aubrac et sa fille Élisabeth avec Ho Chi Minh en 1946.

Entre 1945 et 1947, Lucie Aubrac effectue des démarches répétées pour réintégrer au grand jour le Parti communiste,. La chose n'est pas simple pour cette ancienne militante qui a accédé à la notoriété sans que l'image du parti n'en tire de bénéfice. Pour les élections législatives de novembre 1946, elle se présente en troisième position sur la « liste communiste et d'union républicaine et Résistance » de Saône-et-Loire emmenée par Waldeck Rochet. Elle n'est pas élue. Dans les archives du Parti communiste, Laurent Douzou a retrouvé quantité d'appréciations positives à son égard, provenant aussi bien de militants de base que de dirigeants de premier ordre comme Georges Marrane ou André Marty, mais aussi des annotations très sévères sur son opuscule La Résistance où sa lecture des événements n'a rien à voir avec celle du parti,.
Dans une note de synthèse de juin 1947, les points positifs dont Lucie Aubrac se voit créditée sont son dynamisme, sa hardiesse et sa notoriété, mais aussi le fait qu'elle soit professeure, mère de quatre enfants et que son mari a montré son attachement au parti à différentes reprises. Dans les points négatifs, sont retenus : son séjour à Londres où elle a été mise en avant par les Anglais et les services de De Gaulle, mais aussi le fait qu'elle soit « assez ambitieuse ». Son livre, « très négatif pour le parti » est évidemment mis dans les éléments à charge. L'auteur de la note estime qu'après le procès de René Hardy, elle et son mari sortent complètement blanchis des éléments obscurs des arrestations de Caluire.
Le dernier point négatif mentionné dans la note de 1947 était : « Vient de reprendre sa place au parti ». Autrement dit, le parti préférait un Raymond Aubrac qui n'adhère pas au parti mais le soutient à une Lucie qui veut adhérer au parti mais que l'on sait définitivement indépendante. À défaut de militer sous la casaque communiste, Lucie fera partie, comme Raymond, des « compagnons de route » qui sont actifs dans le Mouvement de la paix, lequel reçoit l'aval du parti communiste dès sa fondation.
En 1947, elle est membre, au titre de Résistante, de la Commission chargée d'enquêter sur les évènements survenus en France de 1933 à 1945, une commission parlementaire chargée d'enquêter sur les responsabilités de la débâcle de 1940 et que les communistes avaient décidé de quitter.

## Le Mouvement de la paix et autres engagements (1948-1958)
Raymond Aubrac figure en effet parmi les fondateurs du Mouvement de la paix, en février 1948, mais par la suite, Lucie s'y montre beaucoup plus active et intervient fréquemment dans les meetings, effectue des déplacements à l'étranger. Elle est, par exemple, à Stockholm en mars 1950, lorsqu'est lancé l'appel de Stockholm qui exige « l'interdiction absolue de l'arme atomique ». Ces déplacements sont difficilement conciliables avec son métier de professeure et l'Éducation nationale n'accordant pas forcément les mises à dispositions nécessaires pour toutes ces manifestations. Lucie est affectée au lycée Racine, puis au lycée Jules-Ferry et enfin au lycée d'Enghien, établissement expérimental où elle est à son aise et où elle s'installe pour une longue durée,.
Au long de la décennie qui suit la Libération, les engagements et activités de Lucie Aubrac sont multiples. Elle soutient Henri Martin lorsque ce matelot communiste est poursuivi pour propagande hostile à la guerre d'Indochine. Le 14 juillet 1952, elle prend part au défilé populaire du 14 juillet aux côtés de Ségolène Malleret, Alain Le Leap, Gustave Monod, Gilles Martinet. À partir de 1956, elle est associée aux travaux du Comité d'histoire de la Deuxième Guerre mondiale. Elle est également « liquidatrice » nationale de Libération-Sud, ce qui consiste à homologuer l'appartenance des différents membres au mouvement de façon qu'ils puissent faire des demandes de pension.
En 1946, Lucie avait donné naissance à un troisième enfant, Élisabeth « Babette », dont Hô Chi Minh s'était proclamé le parrain.

## L'étranger: le Maroc, Rome (1958-1976)
De 1958 à 1976, les Aubrac vont vivre à l'étranger, à Rabat au Maroc, d'abord, puis, à partir de 1964 à Rome. Lucie et Raymond Aubrac ont chacun écrit que le départ au Maroc, en 1958 était en partie lié à une distance prise vis-à-vis du mouvement communiste, au niveau national pour Lucie, et international pour Raymond. En 1995, Lucie écrit en effet :

« Que le PC accepte de voir partir le contingent en Algérie et l'envie de ne pas condamner le PC nous a incités à nous expatrier […]. Vivre au Maroc était une manière de marquer ma solidarité avec les peuples colonisés par la France, tout en prenant mes distances par rapport à cette guerre dans laquelle je ne savais comment intervenir. »

Quant à Raymond, il œuvre pendant dix années dans le BERIM, un bureau d'études qu'il a créé avec des camarades, plus ou moins communistes, et qui était très investi dans les échanges économiques Est-Ouest. En 1996, il écrit : 

« D'autres raisons [que celles relatives à BERIM] me poussèrent à changer d'air et à modifier ma trajectoire. Le contexte politique était plus difficile à vivre. Ces démocraties populaires au contact desquelles j'avais travaillé presque dix ans ne parvenaient manifestement pas à créer les conditions d'une vie harmonieuse […]. Il fallait partir : Lucie et moi en étions convaincus. »

À Rabat, Lucie enseigne au lycée Moulay-Youssef. Ce sont pour elle de bonnes années. L'installation au Maroc résultait d'une proposition faite à Raymond de travailler comme conseiller technique en liaison avec le Gouvernement marocain. C'est encore pour suivre son mari devenu fonctionnaire international à la FAO que Lucie s'installe à Rome avec ses deux plus jeunes enfants. Cette fois-ci, son intégration au lycée Chateaubriand se passe moins bien. Elle fait valoir ses droits à la retraite en 1966. Elle a alors 54 ans et n'aura finalement passé que dix-huit années de sa vie à exercer la profession de professeure de lycée. « Elle adorait autant enseigner qu'elle abhorrait être sous le joug », note son biographe Laurent Douzou qui observe que ses relations avec les différents proviseurs n'ont pas été toujours excellentes. Passionnée d'archéologie et d'histoire ancienne, elle ne s'ennuie évidemment pas dans la ville aux sept collines : conférences, publication d'une étude sur Rome.

## Paris (1976-2007)
Après un passage par New York, les Aubrac sont de retour à Paris en 1976 quand Raymond prend sa retraite. Celle qui fut une star à Londres en 1944 a été quelque peu oubliée des Français. Lucie renoue avec la vie militante à la Ligue des droits de l'homme. Elle soutient la candidature de François Mitterrand aux élections présidentielles de 1981 et de 1988.
L'organisation de l'évasion de son mari quelques mois après l'arrestation de Caluire du 21 juin 1943 a beaucoup contribué à la célébrité de Lucie Aubrac lors de son arrivée à Londres en février 1944. René Hardy qui participait à la réunion avait tout de suite été soupçonné d'être responsable de cet événement catastrophique dans lequel était tombé Jean Moulin, chef de la Résistance française. Hardy avait été acquitté au bénéfice du doute à l'issue d'un procès ouvert en 1947. Bien que Combat, le mouvement auquel il avait appartenu, l'ait lâché, il est à nouveau acquitté lors d'un second procès en 1950.
Deux événements vont conduire Lucie Aubrac à revenir sur les événements de Caluire et à publier en septembre 1984 Ils partiront dans l'ivresse un récit autobiographique sous forme d'un journal recomposé couvrant les neuf mois de sa grossesse, de mai 1943 à février 1944 : d'une part, la publication par René Hardy, en avril 1984, d'un ouvrage dans lequel il met en cause Aubrac et Bénouville, et d'autre part, l'extradition en France de Klaus Barbie qui avait menacé de faire des révélations compromettantes pour la Résistance. Après sa prestation à l'émission de Bernard Pivot, Apostrophes, Lucie Aubrac revient sur le devant de la scène, invitée aussi bien à la télévision dans les diverses émissions sur la Résistance que dans de nombreux établissements scolaires où elle apporte son témoignage sur la Résistance, souvent en compagnie de Raymond qui devient ainsi le « mari de Lucie » alors qu'à Rome et à New York, Lucie était « la femme de Raymond ».
En 1983, Klaus Barbie est extradé de Bolivie et il est jugé à Lyon en 1987, non pas pour les arrestations de Caluire ou des crimes perpétrés dans le cadre de la lutte contre la Résistance — pour lesquels il y a prescription — mais pour crimes contre l'humanité. Il est condamné à la peine maximum, la réclusion à perpétuité. Le 4 juillet 1990, Barbie demande à comparaître devant le juge Hamy accompagné de son avocat Jacques Vergès pour lui remettre un texte de 63 pages que l'on appellera Testament de Barbie ; il circule dans les salles de rédaction dès la mort de Barbie en 1991, mais ne sera connu du grand public qu'en 1997, avec la publication du livre de Gérard Chauvy : Aubrac – Lyon 1943.
Un film sorti en 1993, Boulevard des hirondelles, reprend la trame du récit Ils partiront dans l'ivresse ; ce long-métrage, passé inaperçu, est suivi quatre ans plus tard d'une autre adaptation cinématographique nettement plus médiatisée, Lucie Aubrac, réalisée par Claude Berri. C'est au moment de la sortie de ce dernier film que le journaliste et historien lyonnais Gérard Chauvy choisit de publier son livre Aubrac, Lyon, 1943 dans lequel il dévoile le document connu sous le nom de Testament de Barbie et produit un certain nombre de documents d'archives, connus ou inédits, qui mettent en évidence les incohérences dans les différents récits et témoignages que Lucie et Raymond Aubrac ont faits depuis leur arrivée à Londres en 1944 sur les événements survenus à Lyon entre mars et octobre 1943. Il fait ainsi largement état, sans l'accréditer, de ce « testament » dans lequel Raymond Aubrac est présenté comme un agent au service de Barbie, « retourné » lors de sa première arrestation de mars 1943. Toujours selon ce document de Barbie, Lucie aurait été l'agent de liaison entre Aubrac et lui et ce serait elle qui lui aurait téléphoné la date et le lieu de la réunion de Caluire,. En conclusion, Chauvy, sans adhérer à la thèse de la trahison du Testament de Barbie, indique : « Aujourd'hui, aucune pièce d'archives ne permet de valider l'accusation de trahison proférée par Klaus Barbie à l'encontre de Raymond Aubrac, mais au terme de cette étude, on constate que des récits parfois fantaisistes ont été formulés. » Le livre de Chauvy contenait cependant suffisamment d'ambiguïtés tendant à crédibiliser le testament de Barbie pour que le couple Aubrac obtienne d'un tribunal la condamnation de Chauvy pour diffamation,.
Pour pouvoir répondre à la calomnie dont il estime être victime, Aubrac demande au journal Libération d'organiser une « réunion d'historiens ». Sous le nom de « table ronde », celle-ci se tient le samedi 17 mai 1997 dans les locaux du journal qui reproduit l'intégralité des débats dans un numéro spécial du 9 juillet. Les participants à cette table ronde ont été choisis par Libération et Raymond Aubrac : François Bédarida, Jean-Pierre Azéma, Laurent Douzou, Henry Rousso et Dominique Veillon, spécialistes de l'histoire des « années noires » et de l'histoire de la Résistance. Daniel Cordier, compagnon de la Libération, « historien amateur » biographe de Jean Moulin est présent lui aussi. À la demande des Aubrac, sont présents aussi l'anthropologue de l'histoire de l'Antiquité Jean-Pierre Vernant, en tant que « Résistant de la première heure » et Maurice Agulhon, historien du XIXe siècle.
Les historiens des arrestations de Caluire retiennent de ce débat que Lucie Aubrac a précisé que des livres qu'elle avait écrits comme Ils partiront dans l'ivresse ou Cette exigeante liberté n'étaient pas des ouvrages historiques mais des récits qui se voulaient « justes », et que Raymond Aubrac ne savait pas expliquer pourquoi il avait donné plusieurs versions concernant la date exacte où il avait été reconnu par la Gestapo comme Aubrac. La raison pour laquelle Aubrac n'avait pas été transféré à Paris, comme ses camarades, reste également un sujet d'interrogation pour les historiens présents dont aucun ne déclare donner un quelconque crédit aux accusations de Barbie-Vergès.
Cette « table ronde » fut par ailleurs l'occasion d'une vaste polémique entre historiens sur la façon de traiter des témoins comme les Aubrac. Du côté des historiens ayant participé à la table ronde, Henri Rousso, par exemple, justifie l'interrogatoire quelque peu sévère du couple Aubrac, car, écrit-il un film comme Lucie Aubrac produit une confusion entre l'héroïne et la star, le héros, libre devant l'histoire n'ayant de compte à rendre à personne. Pour un historien comme Serge Klarsfeld, au contraire, il est inconvenant de soupçonner à l'excès des héros de la Résistance « Personnellement, quand je suis confronté à l'un de ces acteurs ayant joué le rôle du « méchant », je ne lui reproche jamais que les actes qu'il a commis et je me sens blessé de voir reprocher à ceux qui ont joué le rôle du « gentil » les actes qu'ils auraient pu commettre. »
Après la table ronde, Jean-Pierre Vernant publiait un commentaire sur l'ensemble des débats où il écrivait notamment : « Combien ai-je connu de ces femmes, de tout âge et de toute condition, sans qui la Résistance n'eût pas été possible. Qui dira la fermeté de leur caractère, leur énergie, leur résolution, leur modestie ? Mais cela ne m'empêche pas d'affirmer, légende ou histoire, que Lucie est un être d'exception, incomparable à sa façon, et qu'on doit admirer en bloc, comme elle est, et sans réserve. »
En 2009, douze ans après la sortie du livre de Chauvy et dix-neuf ans après la rédaction du Testament de Barbie, aucun élément n'est venu étayer la thèse de Barbie ou donner un sens particulier aux contradictions relevées par Chauvy. Après le décès de Lucie Aubrac, l'historien Laurent Douzou qui la connaissait bien depuis son travail de thèse sur le mouvement Libération-Sud décide d'écrire une biographie de Lucie en s'en tenant à la méthode historique. Il confirme que d'une façon générale, les récits autobiographiques de Lucie s'écartent notablement des faits historiques :
« Je ne tardai pas à découvrir que sur de nombreux aspects de son enfance et de ses premiers pas d'adulte, tantôt anecdotiques, tantôt importants, Lucie Aubrac avait transformé la réalité, parfois par omission, parfois avec un étonnant luxe de détails […]. Pour l'essentiel, les libertés prises par Lucie Aubrac ont surtout eu trait […] à sa jeunesse. »

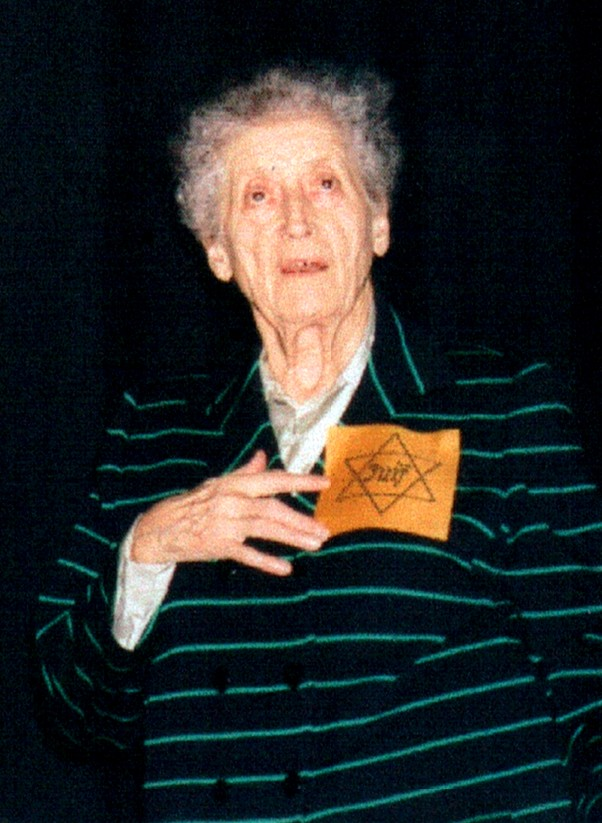
Lucie Aubrac lors d'une conférence à Beaugency en 2001.

Douzou montre aussi que les historiens ont accueilli sans aucun esprit critique la parution du récit de 1984, Ils partiront dans l'ivresse, dont rien ne signalait qu'il était en partie romancé. Par ailleurs, Douzou montre aussi que si les détails peuvent s'écarter de la réalité, les grandes lignes des différents récits que Lucie a faits de l'année 1943, y compris les évènements les plus rocambolesques, ne sont pas prises en défaut par une critique faisant appel à la méthodologie historique.
Son engagement est aussi social et politique, lorsqu'elle signe, pour la célébration du 60e anniversaire du Programme du Conseil national de la Résistance du 15 mars 1944, avec plusieurs figures de la Résistance dont Maurice Kriegel-Valrimont, Germaine Tillion et Daniel Cordier, un appel aux jeunes générations à réagir devant la remise en cause du « socle des conquêtes sociales de la Libération » et « […] à faire vivre et retransmettre l'héritage de la Résistance et ses idéaux toujours actuels de démocratie économique, sociale et culturelle » ; ou encore lorsqu'elle signe, pendant le mouvement anti-CPE, un « appel des résistants » appelant les Français à mettre un terme à la « casse du pouvoir actuel ». Elle fut de même, en 2001, présidente du Comité national de soutien à la candidature présidentielle de Jean-Pierre Chevènement.
Avec son mari, elle signe la préface du livre collectif L'Autre Campagne (La Découverte, 2007) faisant des propositions alternatives à celles des divers candidats à l'élection présidentielle de 2007.
Elle fut aussi membre du comité de parrainage de la Coordination française pour la Décennie de la culture de paix et de non-violence.

## Décès
Elle meurt le 14 mars 2007 à l'hôpital suisse de Paris à Issy-les-Moulineaux (où elle était hospitalisée depuis deux mois et demi) à l'âge de 94 ans. L'hommage de la classe politique d'époque est unanime, du président de la République, Jacques Chirac, au premier secrétaire du Parti socialiste, François Hollande, en passant par le Premier ministre Dominique de Villepin, ou encore tous les candidats à l'élection présidentielle française de 2007.
Ses obsèques, avec les honneurs militaires, ont eu lieu le 21 mars aux Invalides, en présence du chef de l'État, du Premier ministre, de plusieurs ministres, ainsi que d'un grand nombre de personnalités politiques (Marie-George Buffet, Jean-Pierre Chevènement, Ségolène Royal, Nicolas Sarkozy…).
Les cendres de Lucie Aubrac ont été transférées au cimetière de Salornay-sur-Guye, village du Clunisois où est né son père. Des voix de tous bords politiques se sont élevées pour demander son transfert au Panthéon. Son mari, Raymond Aubrac, décédé le 10 avril 2012, a été crématisé comme elle et l'a rejointe dans le cimetière du village, le 12 mai 2012, après des honneurs nationaux aux Invalides.

## Hommages
Afin d'honorer son action, de nombreux lieux et bâtiments portent son nom : rues, places, 103 établissements scolaires (recensement en 2015), amphithéâtres, hôpitaux…
En 2007, le collège Michel-de-Swaen de Dunkerque est rebaptisé Lucie-Aubrac, ce qui entraîne une importante polémique dans le Nord de la France et en Belgique,,.
La 37e promotion de l'IRA de Lille porte le nom de Lucie Aubrac.
À la rentrée 2014, l'école primaire Lucie Aubrac ouvre à Colomiers.
En mai 2018, La Poste émet un timbre poste honorant la mémoire du couple Lucie et Raymond Aubrac.
En juin 2018, son nom est donné au nouveau terminus méridional de la ligne 4 du métro de Paris, Bagneux - Lucie Aubrac, inauguré en janvier 2022.
Un boulevard porte son nom à Angers. Une rue porte son nom à Erstein (Bas-Rhin) et au Portel (Pas-de-Calais).
Une rue porte le nom de Raymond et Lucie Aubrac (résistants) à Vesoul (Haute-Saône).
Une école primaire et un lycée portent également son nom à Hazebrouck (Nord), à Courbevoie et à Challans.
Depuis 2025, un groupe scolaire porte son nom à Bischheim.

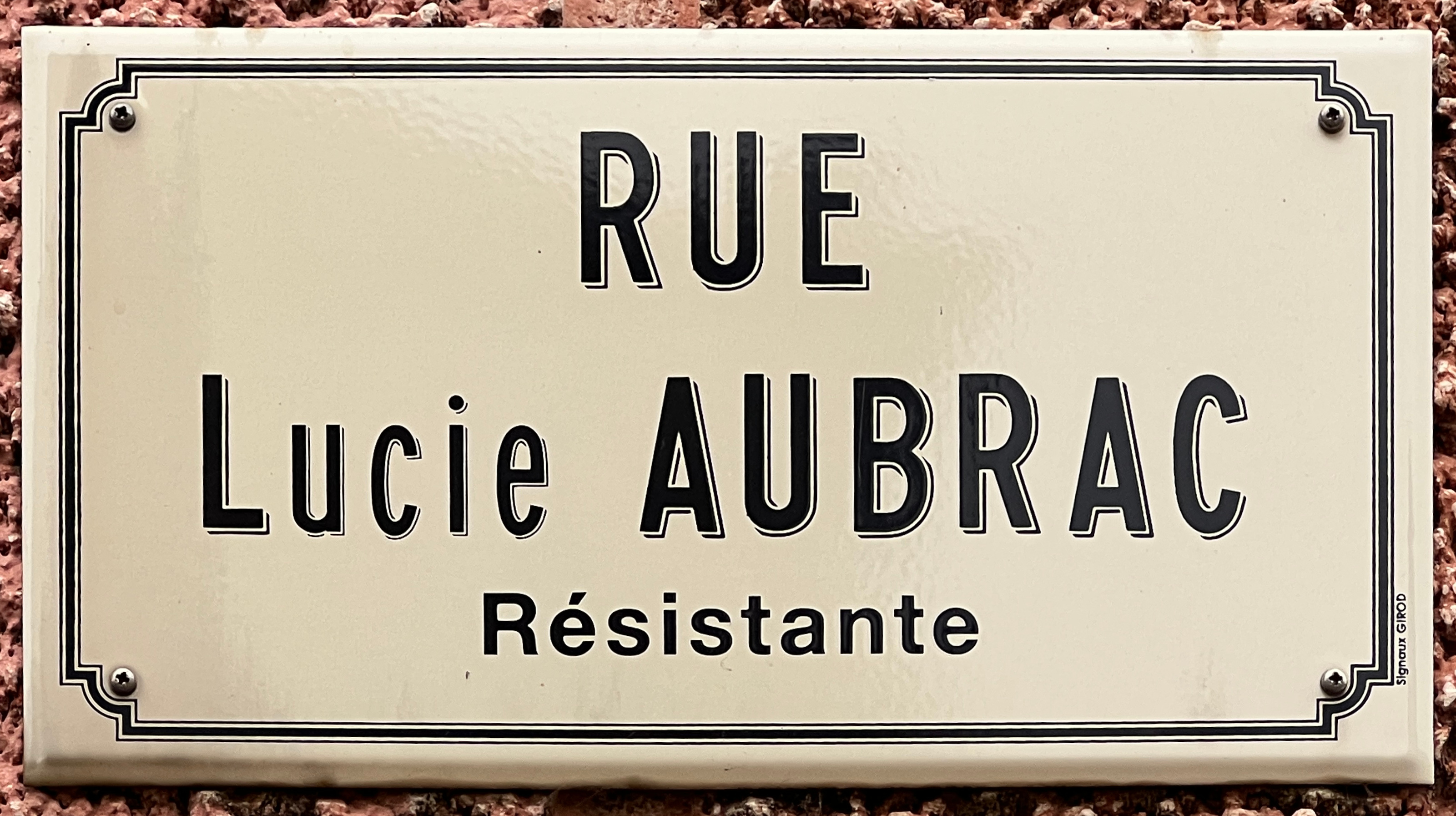
Plaque de la rue Lucie-Aubrac à Salornay-sur-Guye.
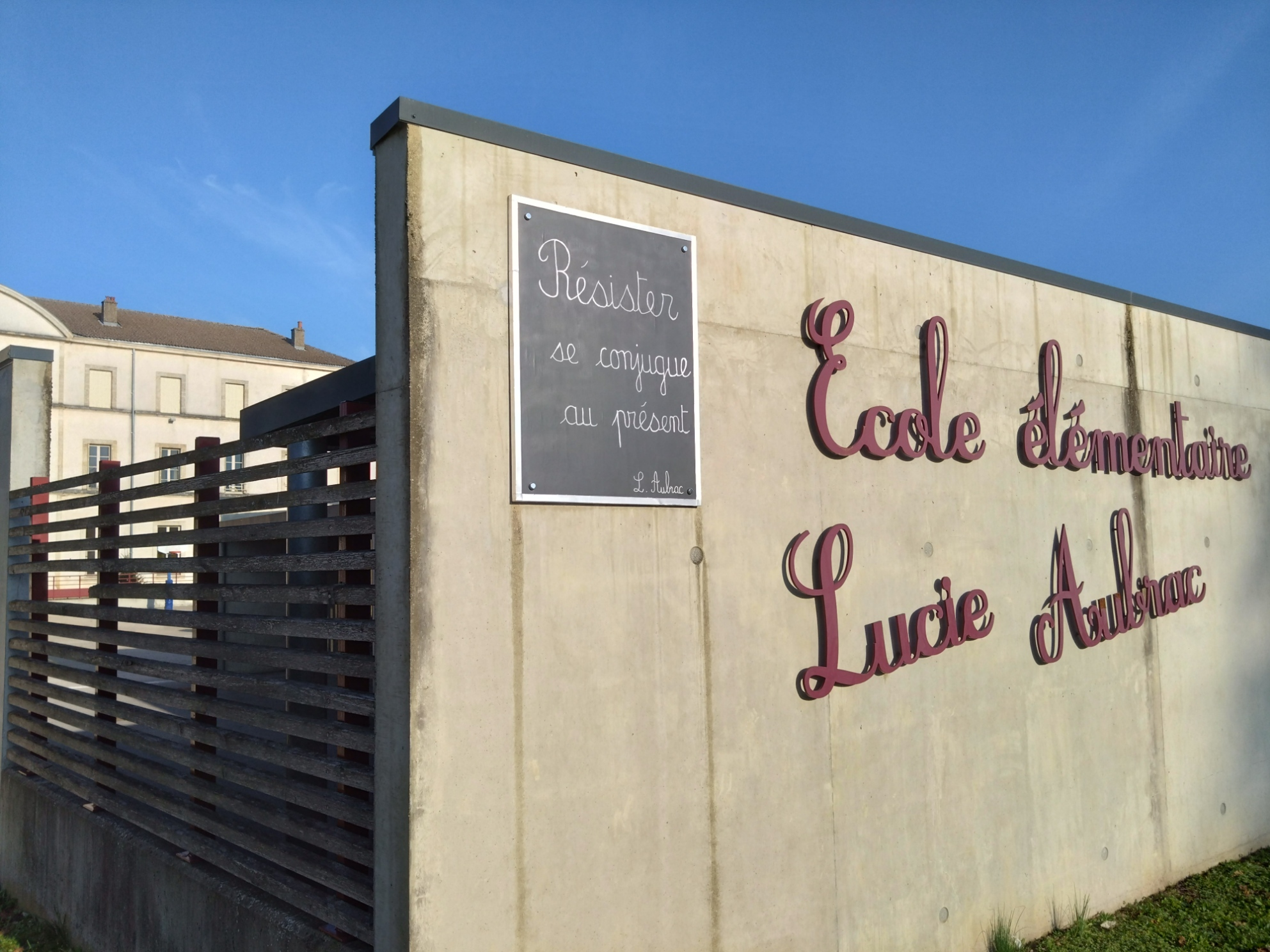
École élémentaire Lucie Aubrac à Givry  (Saône-et-Loire).
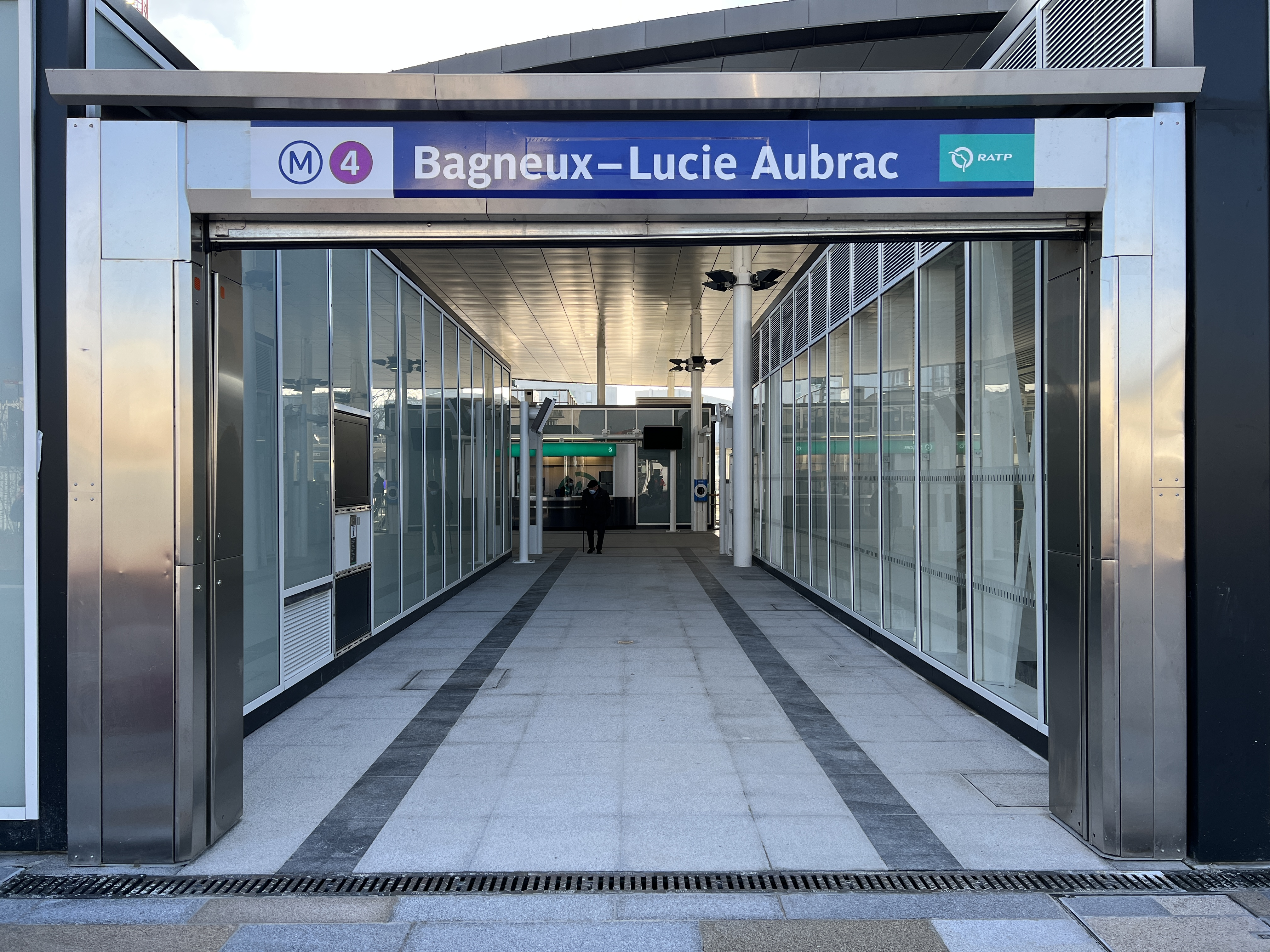
La station Bagneux - Lucie Aubrac sur la ligne 4 du métro de Paris.

## Centenaire de sa naissance
À la demande de la Mission aux commémorations nationales (Archives de France, ministère de la Culture et de la Communication) et sous l'autorité du Haut comité des commémorations nationales présidé par Danièle Sallenave de l'Académie française, Laurent Douzou professeur d’histoire contemporaine, a rédigé une biographie de Lucie Aubrac, parue dans le Recueil des Commémorations nationales 2012.

## Distinctions
- Grande officière de la Légion d'honneur
- Grand-croix de l'ordre national du Mérite
- Croix de guerre 1939-1945
- Médaille de la Résistance française avec rosette
- Commandeure de l'ordre des Palmes académiques
- Membre fondateur de l'Académie des Hauts Cantons (fauteuil II)